# Stay (песня Blackpink)
«Stay» — песня южнокорейской гёрл-группы Black Pink, выпущенная YG Entertainment 1 ноября 2016 года вместе с «Playing with Fire» в виде цифрового сингла Square Two. Песня заняла 10-е место в цифровом чарте Gaon.

## Предыстория и композиция
27 октября 2016 года были выпущены тизеры всех четырёх участниц Blackpink для второго заглавного трека «Stay» . 30 октября YG Entertainment выпустили закулисное видео съемок музыкального видео на «Stay». Они исполнили «Stay» и «Playing with Fire» 6 ноября на SBS Inkigayo и на M Countdown 10 ноября 2016 года.

## Творческая группа
| - Джису — ведущая вокалистка - Дженни — основной рэпер, вокалистка - Розэ — основная вокалистка, ведущий танцор - Лиса — основной танцор, ведущий рэпер, саб-вокалистка | - Тедди Пак — автор текста, композитор - Со Вон Джин — автор текста |

## Музыкальное видео
Режиссёром клипа на «Stay» был Хан Са Мин, ранее ставивший «Gotta Be You» 2NE1 и «Sober» Big Bang. Он был выпущен на официальном канале Blackpink на YouTube в полночь 1 ноября 2016 года по корейскому времени. По состоянию на апрель 2020 года видео набрало более 200 миллионов просмотров.

## Чарты

### Недельные чарты
| Чарт (2016)                           | Высшая позиция |
| ------------------------------------- | -------------- |
| Республика Корея (Gaon Digital Chart) | 10             |
| США (World Digital Songs, Billboard)  | 4              |

### Ежемесячные чарты
| Чарт (2016)                           | Высшая позиция |
| ------------------------------------- | -------------- |
| Республика Корея (Gaon Digital Chart) | 27             |

## Комментарии
1. ↑  Некоторые реперы могут также занимать позицию саб-вокалиста. Это означает, что они также исполняют вокальные партии, но реже, чем остальные участники группы.